# 陳雪
陳雪（1970年6月3日—），本名陳雅玲，小說家，國立中央大學中國文學系畢業。1995年出版第一本短篇小說集《惡女書》，為臺灣最多產的同志文學長篇小說家之一。

## 介绍
陳雪1970年出生於台灣台中，于1993年在國立中央大學中國文學系畢業。其在1995年出版第一本小說《惡女書》，此後專注於小說創作，著有短篇小說集《惡女書》、《蝴蝶》、《鬼手》、《她睡著時他最愛她》；長篇小說《惡魔的女兒》、《愛情酒店》、《橋上的孩子》、《陳春天》、《無人知曉的我》，及散文《天使熱愛的生活》與《像我這樣的一個拉子》。《當我成為我們：愛與關係的三十六種可能》（2018年，印刻出版）。《蝴蝶》一書收錄〈蝴蝶的記號〉、〈色情天使〉、〈夢遊1994〉等三部陳雪寫於九十年代的短篇小說，其中〈蝴蝶的記號〉由香港導演麥婉欣改編拍攝成電影《蝴蝶》。《惡女書》收錄〈尋找天使遺失的翅膀〉〈夜的迷宮〉〈異色之屋〉〈貓死了之後〉四部短篇小說。
陳雪的部分作品亦被翻譯成英文與日文於海外發表；2011年8月，長篇小說《橋上的孩子》由日本現代企畫社發行日文版。2010年陳雪應邀參與香港浸會大學國際作家工作坊；2011年擔任第一屆台中同志大遊行代言人。
2020年8月19日，陳雪于2015年出版的长篇小说《摩天大楼》被改編拍攝成网剧《摩天大楼》开始在腾讯视频播出。

## 荣誉
曾獲得國家文化藝術基金會寫作計畫補助。
多次擔任林榮三文學獎、時報文學獎、台積電文學獎、台北文學獎、台灣小說金典獎、溫世仁武俠小說獎、金鼎獎等評審。
長篇小說《橋上的孩子》獲得2004年中國時報開卷十大好書獎。
長篇小說《附魔者》入圍2009年台灣文學獎長篇小說金典獎，入圍2010年台北國際書展大獎小說類年度之書，並入圍第34屆金鼎獎。
長篇小說《摩天大樓》入圍2016年台北國際書展大獎小說獎。
長篇小說《親愛的共犯》獲2022年台北國際書展大獎小說獎。
長篇小說《你不能再死一次》入圍2022年台灣文學獎金典獎。

## 作品列表

### 短篇小說
- 1995年 《惡女書》皇冠文化  (2005年/2018年印刻出版重新出版)
- 1996年 《夢遊1994》遠流出版 (書中短篇〈蝴蝶的記號〉由香港導演麥婉欣改編成電影《蝴蝶》 2005年印刻出版重新出版，更名為《蝴蝶》)
- 2003年 《鬼手》麥田出版
- 2008年 《她睡著時他最愛她》印刻出版
- 2024年 《維納斯》木馬出版

### 長篇小說
- 2000年 《惡魔的女兒》 聯合文學
- 2002年 《愛情酒店》麥田出版
- 2004年 《橋上的孩子》印刻出版
- 2005年 《陳春天》印刻出版
- 2006年 《無人知曉的我》印刻出版
- 2009年 《附魔者》印刻出版
- 2012年 《迷宮中的戀人》印刻出版
- 2013年 《台妹時光》印刻出版
- 2015年 《摩天大樓》麥田出版
- 2019年 《無父之城》鏡文學出版
- 2021年 《親愛的共犯》鏡文學出版
- 2022年 《你不能再死一次》鏡文學出版

### 小說合著
- 2017年 合著《字母會A-F》(《A未來》，《B巴洛克》，《C獨身》，《D差異》，《E事件》，《F虛構》) 衛城出版

### 散文專著
- 2007年 《天使熱愛的生活》印刻出版
- 2014年 《戀愛課：戀人的五十道習題》印刻出版
- 2016年 《我們都是千瘡百孔的戀人》印刻出版
- 2017年 《像我這樣的一個拉子》印刻出版
- 2018年 《當我成為我們：愛與關係的三十六種可能》印刻出版
- 2019年 《同婚十年：我們靜靜的生活》印刻出版
- 2020年 《不是所有親密關係都叫做愛情》圓神出版
- 2022年 《少女的祈禱》圓神出版
- 2023年 《寫作課：陳雪寫給創作者的12道心法》圓神出版

### 散文合著
- 2012年 《人妻日記》印刻出版

## 外部連結
- 偶然與巧合，中時電子報陳雪部落格。
- 陳雪的Facebook專頁
- 葉佳怡談陳雪《無父之城》 （页面存档备份，存于）
- 陳雪《無父之城》出版 （页面存档备份，存于），鏡文學

### 訪談/演講錄
- 「玫瑰/惡女: 文學的兩種現象與模式」 （页面存档备份，存于）主講：陳雪、西川，主辦：香港浸會大學國際作家工作坊 2010/10/18
- 「孤獨及其所創造的——小說家人生」 （页面存档备份，存于），主辦：小說引力：華文國際互聯平台 2017/2/17
- 「專訪—不一樣的陳雪x駱以軍」[]，主辦：鏡文學 2019/8/15
- 國立台灣文學館-2007年台灣作家作品目錄-陳雪 （页面存档备份，存于），2010年1月23日查閱。